# 속섬유막
속섬유막(internal capsule) 또는 내포는 뇌의 각 대뇌 반구의 하내측(inferomedial) 부분에 위치한 백색질 구조이다. 그것은 기저핵을 지나 정보를 전달하며 꼬리핵(caudate nucleus)과 시상을 조가비핵(putamen)과 담창구(globus pallidus)에서 분리한다. 속섬유막에는 대뇌 피질을 오가는 상승 및 하강 축삭이 모두 포함되어 있다. 또한 운동 및 보상 경로와 관련된 뇌 영역인 등쪽 선조체(dorsal striatum)의 꼬리핵과 조가비핵을 분리한다.

피질척수로는 일차 운동 피질에서 척수의 하부 운동 뉴런으로 운동 정보를 전달하는 내포의 큰 부분을 구성한다. 기저핵 위의 피질척수로는 대뇌부챗살(corona radiata)의 일부이다. 기저핵 아래의 신경로(tract)는 cerebral crus(대뇌다리(cerebral peduncle)의 일부)라고 불리며 다리뇌(pons) 아래는 피질척수로라고 불린다.

## 구조
속섬유막은 "속섬유막뒤다리(posterior limb of internal capsule) 또는 내포후각", "속섬유막앞다리(anterior limb of internal capsule) 또는 내포전각", "속섬유막무릎(genu of internal capsule) 또는 내포슬"의 세 부분으로 구성되어 있다.

## 다른 섬유막들
- 바깥섬유막(external capsule) 또는 외포
- 맨바깥섬유막(extreme capsule) 또는 최외포

## 같이 보기
- 꼬리핵 (caudate nucleus)
- 시상
- 담창구 (globus pallidus)
- 피질척수로
- 세균협막